# День, когда мир перестал покупать
«День, когда мир перестал покупать» (англ. The Day the World Stops Shopping) — книга канадского журналиста и писателя Джей Би Маккиннона о преодолении конфликта экологии и экономики через сокращение мирового потребления. Автор предлагает собеседникам представить, что в один день люди во всём мире резко сократили потребление, а затем на основе интервью, примеров из истории и опыта пандемии Covid-19, рассказывает к чему это может привести.

## Содержание книги
Маккиннон разбирает разбирает тему возможного сокращения потребления через интервью с сотрудниками Levi's, жителями японских деревень, охотниками африканских племён, канадскими экономистами и др. По ходу повествования он осмысляет такие темы как выбросы углекислого газа, световое загрязнение, цифровизация и экономика без роста.